# Acalypha schlechtendahliana
Acalypha schlechtendahliana é uma espécie de flor do gênero Acalypha, pertencente à família Euphorbiaceae.